# Ferdinand Hiller

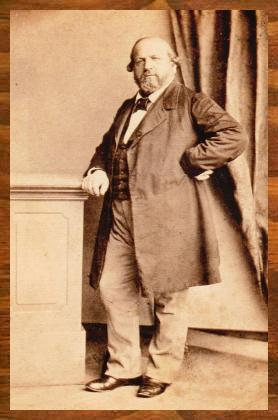
Ferdinand Hiller.

Ferdinand Hiller, född den 24 oktober 1811 i Frankfurt a. M., död den 11 maj 1885 i Köln, var en tysk musiker. 
Hiller, som var elev till Schmitt, Vollweiler och Hummel, vistades 1828–1835 i Paris, där han umgicks med Cherubini, Rossini, Chopin, Liszt, Meyerbeer och Berlioz. Han fungerade också som lärare vid Chorons musikinstitut samt gjorde sig, på konserter med Baillot, känd som pianist och speciellt Beethovenuttolkare. 
År 1836 dirigerade han Cäcilienverein i Frankfurt. Hiller studerade 1841 i Rom hos Baini kyrkliga klassiker, ledde 1843–1844 Gewandhaus-konserterna i Leipzig samt blev 1847 stadskapellmästare i Düsseldorf och 1850 i Köln. Som dirigent, konservatoriedirektor, pianist och komponist där var han västra Tysklands mest firade musikaliska notabilitet. 
Åren 1851–1852 dirigerade han italienska operan i Paris. Han blev hedersdoktor i Bonn 1868. Hiller kan i viss mån jämföras med Spohr. De har samma strävan att upprätthålla ädel och gedigen musik gentemot den ytliga eller bisarra och är dessutom  utlöpare från ett klassiskt tidevarv mitt i ett romantiskt. Hiller är starkt påverkad av romantiken men tycks inte förstå dess modernaste reformsträvanden. 
Hans nära 200 tonsättningar röjer formsäkerhet och harmonisk elegans om än inte geni; de utgörs av operor (Der Traum in der Christnacht, 1845, Konradin, 1847 med flera), oratorier (det ofta och med framgång utförda Die Zerstörung Jerusalems, 1840, Saul, 1853), kantater (Lorelei, Prometheus, Rebekka, Richard Löwenherz med flera), motetter, körer samt en mängd kompositioner för piano, stråkinstrument och orkester. 
Hiller var dessutom en spirituell och finbildad skriftställare. Han utgav bland annat Die Musik und das Publikum (1864), Aus dem Tonleben unserer Zeit (1868–71), Ludwig van Beethoven (1871), Musikalisches und Persönliches (1876), Felix Mendelssohn-Bartholdy (1873; 2:a upplagan 1878), Künstlerleben (1880) och Erinnerungsblätter (1884). Hiller blev 1868 ledamot av Kungliga Musikaliska Akademien i Stockholm.